# Вселенная Фридмана
Вселе́нная Фри́дмана (метрика Фридмана — Леметра — Робертсона — Уокера) — одна из космологических моделей, удовлетворяющих полевым уравнениям общей теории относительности (ОТО), первая из нестационарных моделей Вселенной. Получена Александром Фридманом в 1922. Модель Фридмана описывает однородную изотропную в общем случае нестационарную Вселенную с веществом, обладающую положительной, нулевой или отрицательной постоянной кривизной. Эта работа учёного стала первым основным теоретическим развитием ОТО после работ Эйнштейна 1915—1917 гг.

## История открытия
Решение Фридмана было опубликовано в авторитетном физическом журнале Zeitschrift für Physik в 1922 и 1924 (для Вселенной с отрицательной кривизной). Решение Фридмана было вначале отрицательно воспринято Эйнштейном (который предполагал стационарность Вселенной и даже ввёл с целью обеспечения стационарности в полевые уравнения ОТО так называемый лямбда-член), однако затем он признал правоту Фридмана. Тем не менее, работы Фридмана (умершего в 1925) остались вначале незамеченными.
Нестационарность Вселенной была подтверждена открытием зависимости красного смещения галактик от расстояния (Эдвин Хаббл, 1929). Независимо от Фридмана, описываемую модель позднее разрабатывали Леметр (1927), Робертсон и Уокер (1935), поэтому решение полевых уравнений Эйнштейна, описывающее однородную изотропную Вселенную с постоянной кривизной, называют моделью Фридмана — Леметра — Робертсона — Уокера.
Эйнштейн не раз подтверждал, что начало теории расширяющейся Вселенной положил А. А. Фридман.
В творчестве А. А. Фридмана работы по теории относительности могли бы на первый взгляд показаться довольно внезапными. Ранее в основном он работал в области теоретической гидромеханики и динамической метеорологии.
Усвоение Фридманом ОТО было весьма интенсивным и в высшей степени плодотворным. Совместно с Фредериксом он взялся за капитальный труд «Основы теории относительности», в которой предполагалось изложить «достаточно строго с логической точки зрения» основы тензорного исчисления, многомерной геометрии, электродинамики, специального и общего принципа относительности.
Книга Фредерикса и Фридмана «Основы теории относительности» — это обстоятельное, подробное изложение теории относительности, основанное на весьма солидном математическом фундаменте геометрии общей линейной связности на многообразии произвольной размерности и теории групп. Исходной для авторов оказывается геометрия пространства-времени.
В 1923 г. была опубликована популярная книга Фридмана «Мир как пространство и время», посвящённая ОТО и ориентированная на довольно подготовленного читателя. В 1924 г. появилась статья Фридмана, рассматривавшая некоторые вырожденные случаи общей линейной связности, которые, в частности, обобщают перенос Вейля и, как считали авторы, «может быть, найдут применение в физике».
И, наконец, главным результатом работы Фридмана в области ОТО стала космологическая нестационарная модель, носящая теперь его имя.
По свидетельству В. А. Фока, в отношении Фридмана к теории относительности преобладал подход математика: «Фридман не раз говорил, что его дело — указать возможные решения уравнений Эйнштейна, а там пусть физики делают с этими решениями, что они хотят».
Изначально, уравнения Фридмана использовали уравнения ОТО с нулевой космологической постоянной. И модели, основанные на них, безоговорочно доминировали (помимо короткого всплеска интереса к другим моделям в 1960-е гг.) вплоть до 1998 года.
В тот год вышли две работы, использовавшие в качестве индикаторов расстояния сверхновые типа Ia. В них было убедительно показано, что на больших расстояниях закон Хаббла нарушается и Вселенная расширяется ускоренно, что требует наличия тёмной энергии, известные свойства которой соответствуют Λ-члену.
Современная модель, так называемая «модель ΛCDM», по-прежнему является моделью Фридмана, но уже с учётом как космологической постоянной, так и тёмной материи.

## Метрика Фридмана — Робертсона — Уокера
| Вид символов Кристоффеля |
| --- |
| {\displaystyle \Gamma _{ij}^{0}=a{\dot {a}}{\tilde {g}}_{ij},\quad \Gamma _{0j}^{i}={\frac {\dot {a}}{a}}\delta _{ij},\quad \Gamma _{jl}^{i}={\tilde {\Gamma }}_{jl}^{i}=k{\tilde {g}}_{jl}x^{i}} |
| Производные выражения от символов Кристоффеля |
| {\displaystyle {\begin{aligned}{\frac {\partial \Gamma _{ij}^{0}}{\partial t}}&={\tilde {g}}_{ij}{\frac {d}{dt}}({\dot {a}}a),&\Gamma _{ik}^{0}\Gamma _{j0}^{k}&={\tilde {g}}_{ij}{\dot {a}}^{2},&\Gamma _{ij}^{0}\Gamma _{0l}^{l}&=3{\tilde {g}}_{ij}{\dot {a}}^{2},\\{\frac {\partial \Gamma _{i0}^{i}}{\partial t}}&=3{\frac {d}{dt}}\left({\frac {\dot {a}}{a}}\right),&\Gamma _{0j}^{i}\Gamma _{i0}^{j}&=3\left({\frac {\dot {a}}{a}}\right)^{2}\end{aligned}}} |

Геометрия однородной изотропной Вселенной — это геометрия однородного и изотропного трёхмерного многообразия. Метрикой таких многообразий является метрика Фридмана — Робертсона — Уокера (FWT):
{\displaystyle ds^{2}=dt^{2}-a^{2}(t)\,d\chi ^{2},}
где χ — так называемое сопутствующие расстояние или конформное, не зависящее от времени, в отличие от масштабного фактора a, t — время в единицах скорости света, s — интервал.

{\displaystyle ds^{2}=dt^{2}-a^{2}(t)\left(dx^{2}+k{\frac {(xdx)^{2}}{1-kx^{2}}}\right),}
где k принимает значение:
k = 0 для трёхмерной плоскости,
k = 1 для трёхмерной сферы,
k = −1 для трёхмерной гиперсферы,
{\displaystyle x=\{x_{1},x_{2},x_{3}\}} — трёхмерный радиус-вектор в квазидекартовых координатах.

Существуют всего три типа трёхмерных многообразий: трёхмерная сфера, трёхмерная гиперсфера и трёхмерная плоскость.
Метрика на трёхмерной плоскости даётся простым выражением
{\displaystyle ds^{2}=(dx)^{2}.}
Чтоб задать метрику трёхмерной сферы, необходимо ввести 4-мерное евклидово пространство:
{\displaystyle ds^{2}=(dx_{0})^{2}+(dx)^{2}}
и добавить уравнение сферы:
{\displaystyle a^{2}=(x_{0})^{2}+x^{2}.}
Гиперсферическая метрика уже определяется в 4-мерном пространстве Минковского:
{\displaystyle ds^{2}=-(dx_{0})^{2}+(dx)^{2}.}
И точно так же, как для сферы, нужно добавить уравнение гиперболоида:
{\displaystyle a^{2}=(x_{0})^{2}-x^{2}.}
FWT-метрика — не что иное, как сведение всех вариантов воедино и приложение к пространству-времени.
Или в тензорной записи:
{\displaystyle ds^{2}=g_{\mu \nu }\,dx^{\mu }\,dx^{\nu },}
где компоненты метрического тензора равны:
{\displaystyle g_{ij}=a^{2}(t)\left(\delta _{ij}+k{\frac {x^{i}x^{j}}{1-kr^{2}}}\right),\quad g_{i0}=0,\quad g_{00}=-1,}
где {\displaystyle i,j} пробегают значения 1…3, {\displaystyle r^{2}=(x^{1})^{2}+(x^{2})^{2}+(x^{3})^{2}}, а {\displaystyle x^{0}} — временна́я координата.

## Основные уравнения
Если же выражение для метрики подставить в уравнения ОТО для идеальной жидкости, то получим следующую систему уравнений:
| Название                | СИ | Естественная система единиц |
| ----------------------- | --- | --- |
| Уравнение энергии       | {\displaystyle \left({\frac {\dot {a}}{a}}\right)^{2}={\frac {8\pi G\rho }{3}}-\left({\frac {kc^{2}}{a^{2}}}\right)+{\frac {\Lambda c^{2}}{3}}} | {\displaystyle \left({\frac {\dot {a}}{a}}\right)^{2}={\frac {8\pi G\rho }{3}}-\left({\frac {k}{a^{2}}}\right)+{\frac {\Lambda }{3}}} |
| Уравнение движения      | {\displaystyle {\frac {\ddot {a}}{a}}=-{\frac {4\pi G}{3}}\left(\rho +{\frac {3P}{c^{2}}}\right)+{\frac {\Lambda c^{2}}{3}}}                    | {\displaystyle {\frac {\ddot {a}}{a}}=-{\frac {4\pi G}{3}}\left(\rho +3p\right)+{\frac {\Lambda }{3}}}                                |
| Уравнение неразрывности | {\displaystyle {\frac {d\rho }{dt}}=-3H\left(\rho +{\frac {P}{c^{2}}}\right)}                                                                   | {\displaystyle {\frac {d\rho }{dt}}=-3H\left(\rho +p\right)}                                                                          |

Запишем полевые уравнения Эйнштейна в следующей форме:
{\displaystyle R_{\mu \nu }=-8\pi GS_{\mu \nu }},
где Rμν - тензор Риччи:
{\displaystyle R_{\mu \nu }={\frac {\partial \Gamma _{\lambda \mu }^{\lambda }}{\partial x^{\nu }}}-{\frac {\partial \Gamma _{\mu \nu }^{\lambda }}{\partial x^{\lambda }}}+\Gamma _{\mu \sigma }^{\lambda }\Gamma _{\nu \lambda }^{\sigma }-\Gamma _{\mu \nu }^{\lambda }\Gamma _{\lambda \sigma }^{\sigma }},
a Sμν записывается в терминах энергии импульса:
{\displaystyle S_{\mu \nu }=T_{\mu \nu }-{\frac {1}{2}}g_{\mu \nu }T_{~\lambda }^{\lambda }}
Т.к. в метрике Фридмана-Робертсона-Уокера все афинные связности с двумя или тремя временными индексами обнуляются, то
{\displaystyle R_{ij}={\frac {\partial \Gamma _{ki}^{k}}{\partial x^{j}}}-\left[{\frac {\partial \Gamma _{ij}^{k}}{\partial x^{k}}}+{\frac {\partial \Gamma _{ij}^{0}}{\partial t}}\right]+\Gamma _{ik}^{0}\Gamma _{j0}^{k}+\Gamma _{i0}^{k}\Gamma _{jk}^{0}+\Gamma _{ik}^{l}\Gamma _{jl}^{k}-(\Gamma _{ij}^{k}\Gamma _{kl}^{l}+\Gamma _{ij}^{0}\Gamma _{0l}^{l})},
{\displaystyle R_{00}={\frac {\partial \Gamma _{i0}^{i}}{\partial t}}+\Gamma _{0j}^{i}\Gamma _{0i}^{j}}
Подставим в ненулевые компоненты тензора Риччи выражения для символов Кристоффеля:
{\displaystyle R_{ij}={\tilde {R}}_{ij}-2{\dot {a}}{\tilde {g}}_{ij}-a{\ddot {a}}{\tilde {g}}_{ij}}
{\displaystyle R_{00}=3{\frac {d}{dt}}\left({\frac {\dot {a}}{a}}\right)+3\left({\frac {\dot {a}}{a}}\right)^{2}=3{\frac {\ddot {a}}{a}}},
где {\displaystyle {\tilde {R}}_{ij}} - чисто пространственный тензор Риччи:
{\displaystyle {\tilde {R}}_{ij}={\frac {\partial \Gamma _{ki}^{k}}{\partial x^{j}}}-{\frac {\partial \Gamma _{ji}^{k}}{\partial x^{k}}}+\Gamma _{ik}^{l}\Gamma _{jl}^{k}-\Gamma _{ij}^{l}\Gamma _{kl}^{k}}
Из всех тех же соотношений для выбранной метрики:
{\displaystyle \Gamma _{ij}^{k}=kx^{k}{\tilde {g}}_{ij}}
Тогда, в точке x=0 чисто пространственный тензор Риччи равен:
{\displaystyle {\tilde {R}}_{ij}=k\delta _{ij}-3k\delta _{ij}=-2k\delta _{ij}}
Но в точке x=0 метрика это просто δij, т.е. в начале координат имеется следующее соотношение двух три-тензоров:
{\displaystyle {\tilde {R}}_{ij}=-2k{\tilde {g}}_{ij}}
И в силу однородности метрики Фридмана-Робетсона-Уокера это соотношение справедливо при любом преобразовании координат, т.е. соотношение выполняется во всех точках пространства, тогда можно записать:
{\displaystyle R_{ij}=(-2k-2{\dot {a}}-a{\ddot {a}}){\tilde {g}}_{ij}}
Компоненты тензора энергии-импульса в нашей метрике будут следующими:
{\displaystyle {\begin{array}{ccc}T_{00}=\rho ,&T_{i0}=0,&T_{ij}=a^{2}p{\tilde {g}}_{ij}\end{array}}}
Тогда:
{\displaystyle S_{ij}=T_{ij}-{\frac {1}{2}}{\tilde {g}}_{ij}a^{2}(T_{~k}^{k}+T_{~0}^{0})=a^{2}p{\tilde {g}}_{ij}-{\frac {1}{2}}a^{2}{\tilde {g}}_{ij}(3p-\rho )={\frac {1}{2}}(\rho -p)a^{2}{\tilde {g}}_{ij}},
{\displaystyle S_{00}=T_{00}+{\frac {1}{2}}(T_{~k}^{k}+T_{~0}^{0})=\rho +{\frac {1}{2}}(3p-\rho )={\frac {1}{2}}(3p+\rho )}
{\displaystyle S_{i0}=0}
После подстановки уравнения Эйнштейна примут вид:
{\displaystyle -{\frac {2k}{a^{2}}}-{\frac {2{\dot {a}}^{2}}{a^{2}}}-{\frac {\ddot {a}}{a}}=-4\pi G(\rho -p)}
{\displaystyle {\frac {3{\ddot {a}}}{a}}=-4\pi G(3p+\rho )}
Для перехода к уравнениям с Λ-членом необходимо произвести подстановку:
{\displaystyle \rho \rightarrow \rho +{\frac {\Lambda }{8\pi G}}}
{\displaystyle p\rightarrow p-{\frac {\Lambda }{8\pi G}}}
И после элементарных преобразований приходим к итоговому виду.
Уравнение неразрывности следует из условия ковариантного сохранения тензора энергии-импульса:
{\displaystyle \nabla _{\nu }T^{\nu \mu }=0}
Полагая здесь ν=0:
{\displaystyle \nabla _{\nu }T^{\nu \mu }\equiv \partial _{\nu }T^{\nu 0}+\Gamma _{\nu \sigma }^{\nu }T^{\sigma 0}+\Gamma _{\nu \sigma }^{0}T^{\nu \sigma }=0}
Явно запишем ненулевые компоненты тензора энергии-импульса:
{\displaystyle {\begin{array}{ccc}T^{00}=\rho ,&T^{ij}={\frac {1}{a^{2}}}p{\tilde {g}}^{ij},&T_{ij}=a^{2}p{\tilde {g}}_{ij}\end{array}}}
подставив эти значения и воспользовавшись выражениями для символов Кристоффеля в FWT-метрике придём к конечному виду уравнения.
где Λ — космологическая постоянная, ρ — средняя плотность Вселенной, P, p — давление, выраженная в Си и естественной системы единиц соответственно, с — скорость света.
Приведённая система уравнений допускает множество решений, в зависимости от выбранных параметров. На самом деле значение параметров фиксированы только на текущий момент и с течением времени эволюционируют, поэтому эволюцию расширения описывает совокупность решений.

## Объяснение закона Хаббла
Допустим есть источник, расположенный в сопутствующей системе на расстоянии r1 от наблюдателя. Приёмная аппаратура наблюдателя регистрирует фазу приходящей волны. Рассмотрим два интервала времени δt1 и δt2 между точками с одной и той же фазой:
{\displaystyle {\frac {\delta t_{1}}{\delta t_{0}}}={\frac {\nu _{0}}{\nu _{1}}}\equiv 1+z}
С другой стороны для световой волны в принятой метрике выполняется равенство:
{\displaystyle dt=\pm a(t){\frac {dr}{\sqrt {1-kr^{2}}}}}
Проинтегрировав это уравнение получим:
{\displaystyle \int \limits _{t_{0}}^{t_{1}}{\frac {dt}{a(t)}}=\int \limits _{0}^{r_{c}}{\frac {dr}{\sqrt {1-kr^{2}}}}}
Учитывая что в сопутствующих координатах r не зависит от времени, и малость длины волны относительно радиуса кривизны Вселенной, получим соотношение:
{\displaystyle {\frac {\delta t_{1}}{a(t_{1})}}={\frac {\delta t_{0}}{a(t_{0})}}}
Если теперь его подставить в первоначальное соотношение:
{\displaystyle 1+z={\frac {a(t_{0})}{a(t_{1})}}}
Разложим a(t) в ряд Тейлора с центром в точке a(t1) и учтём члены только первого порядка:
{\displaystyle a(t)=a(t_{1})+{\dot {a}}(t_{1})(t-t_{1})}
После приведения членов и домножения на c:
{\displaystyle cz={\frac {{\dot {a}}(t_{1})}{a(t_{1})}}c(t-t_{1})=HD}
Соответственно, константа Хаббла:
{\displaystyle H={\frac {{\dot {a}}(t_{1})}{a(t_{1})}}}

## Следствия

### Определение кривизны пространства. Понятие критической плотности
Подставив в уравнение энергии, записанного для текущего момента, выражение для постоянной Хаббла(H0), приведём его к виду:
{\displaystyle 1=\Omega _{m}+\Omega _{k}+\Omega _{\Lambda }},
где {\displaystyle \Omega _{m}={\frac {\rho }{\rho _{cr}}}}, {\displaystyle \Omega _{\Lambda }={\frac {8\pi G\Lambda c^{2}}{\rho _{cr}}}}, {\displaystyle \rho _{cr}={\frac {3H_{0}^{2}}{8\pi G}}}, {\displaystyle \Omega _{k}=-{\frac {kc^{2}}{a^{2}H^{2}}},}

плотность вещества и тёмной энергии, отнесённая к критической, сама критическая плотность и вклад кривизны пространства соответственно. Если переписать уравнение следующим образом
{\displaystyle \Omega _{k}=1-(\Omega _{m}+\Omega _{\Lambda })=1-\left({\frac {\rho +\rho _{\Lambda }}{\rho _{cr}}}\right)},
то станет очевидно, что:
{\displaystyle k={\begin{cases}-1,&\rho +\rho _{\Lambda }<\rho _{cr}\\0,&\rho +\rho _{\Lambda }=\rho _{cr}\\1,&\rho +\rho _{\Lambda }>\rho _{cr}\end{cases}}}

### Эволюция плотности вещества. Уравнение состояния
| Стадия                                      | Эволюция масштабного фактора              | Параметр Хаббла                                                           |
| ------------------------------------------- | ----------------------------------------- | ------------------------------------------------------------------------- |
| Инфляционная                                | {\displaystyle a\propto e^{Ht}}           | {\displaystyle H^{2}={\frac {8\pi }{3}}{\frac {\rho _{vac}}{M_{pl}^{2}}}} |
| Радиационное доминирование p=ρ/3            | {\displaystyle a\propto t^{\frac {1}{2}}} | {\displaystyle H={\frac {1}{2t}}}                                         |
| Пылевая стадия p=0                          | {\displaystyle a\propto t^{\frac {2}{3}}} | {\displaystyle H={\frac {2}{3t}}}                                         |
| {\displaystyle \Lambda }-доминирование p=-ρ | {\displaystyle a\propto e^{Ht}}           | {\displaystyle H^{2}={\frac {8\pi }{3}}G\rho _{\Lambda }}                 |

Подставив в уравнение неразрывности уравнение состояния в виде
{\displaystyle p=\omega \rho }(1)
Получим его решение:
{\displaystyle p\propto a^{-3-3\omega }\Rightarrow \rho \propto a^{-3-3\omega }}
Для разных случаев эта зависимость выглядит по-разному:
Случай холодного вещества (например пыль) p = 0
{\displaystyle \rho \propto a^{-3}}
Случай горячего вещества (например излучение) p = ρ/3
{\displaystyle \rho \propto a^{-4}}
Случай энергии вакуума {\displaystyle p=-\rho }
{\displaystyle \rho =const}
Благодаря этому, влиянием Ωk на ранних этапах можно пренебречь, то есть считать Вселенную плоской (так как k=0. Одновременно, разная зависимость плотности компонентов от масштабного фактора позволяет выделить различные эпохи, когда расширение определяется только тем или иным компонентом, представленных в таблице.
Также если ввести некую квинтэссенцию из плотности тёмной энергии и плотности барионной и принять, что оно подчиняется выражению (1), то пограничным значением является
{\displaystyle \omega _{0}=-{\frac {1}{3}}}
При превышении этого параметра расширение замедляется, при меньшем — ускоряется.

### Динамика расширения
Λ < 0
Если значение космологической постоянной отрицательно, то действуют только силы притяжения и более никаких. Правая часть уравнения энергии будет неотрицательной только при конечных значениях R. Это означает, что при некотором значении Rc Вселенная начнёт сжиматься при любом значении k и вне зависимости от вида уравнения состояния.
Λ = 0
В случае, если космологическая постоянная равна нулю, то эволюция целиком и полностью зависит от начальной плотности вещества:
{\displaystyle \left({\frac {da}{dt}}\right)^{2}=G{\frac {8\pi \rho _{0}a_{0}^{3}}{3a}}-a_{0}^{2}H_{0}\left(\rho _{0}-{\frac {3H_{0}^{2}}{8\pi G}}\right).}
Если {\displaystyle \rho _{0}=\rho _{cr}}, то расширение продолжается бесконечно долго, в пределе с асимптотически стремящейся к нулю скоростью. Если плотность больше критической, то расширение Вселенной тормозится и сменяется сжатием. Если меньше, то расширение идёт неограниченно долго с ненулевым пределом H.
Λ > 0
Если Λ>0 и k≤0, то Вселенная монотонно расширяется, но в отличие от случая с Λ=0 при больших значениях R скорость расширения растёт:
{\displaystyle R\propto exp[(\Lambda /3)^{1/2}t].}
При k=1 выделенным значением является {\displaystyle \Lambda _{c}=4\pi G\rho }. В этом случае существует такое значение R, при котором {\displaystyle R'=0} и {\displaystyle R''=0}, то есть Вселенная статична.
При Λ>Λc скорость расширения убывает до какого-то момента, а потом начинает неограниченно возрастать. Если Λ незначительно превышает Λc, то на протяжении некоторого времени скорость расширения остаётся практически неизменной.
В случае Λ<Λc всё зависит от начального значения R, с которого началось расширения. В зависимости от этого значения Вселенная либо будет расширяться до какого-то размера, а потом сожмётся, либо будет неограниченно расширяться.

## ΛCDM
| Космологические параметры по данным WMAP и Planck | Космологические параметры по данным WMAP и Planck | Космологические параметры по данным WMAP и Planck |
|                                                   | WMAP                                              | Planck                                            |
| ------------------------------------------------- | ------------------------------------------------- | ------------------------------------------------- |
| Возраст Вселенной t0, млрд лет                    | 13,75±0,13                                        | 13,81±0,06                                        |
| Постоянная Хаббла H0, (км/с)/Мпк                  | 71,0±2,5                                          | 67,4±1,4                                          |
| Плотность барионной материи Ωbh2                  | 0,0226±0,0006                                     | 0,0221±0,0003                                     |
| Плотность тёмной материи Ωсh2                     | 0,111±0,006                                       | 0,120±0,003                                       |
| Общая плотность Ωt                                | 1,08+0,09 -0,07                                   | 1,0±0,02                                          |
| Плотность барионной материи Ωb                    | 0,045±0,003                                       |                                                   |
| Плотность тёмной энергии ΩΛ                       | 0,73±0,03                                         | 0,69±0,02                                         |
| Плотность тёмной материи Ωc                       | 0,22±0,03                                         |                                                   |

ΛCDM — это современная модель расширения, являющаяся моделью Фридмана, включающая в себя помимо барионной материи, тёмную материю и тёмную энергию

### Возраст Вселенной

#### Теоретическое описание
Время с начала расширения, называемая также возрастом Вселенной определяется следующим образом:
С учётом эволюции плотности запишем общую плотность в следующем виде:
{\displaystyle \rho =\rho _{c}\left(\Omega _{\Lambda }+\Omega _{k}\left({\frac {a_{0}}{a}}\right)^{2}+\Omega _{m}\left({\frac {a_{0}}{a}}x\right)^{3}+\Omega _{l}\left({\frac {a_{0}}{a}}\right)^{4}\right)}
Подставив это в уравнение энергии, получим искомое выражение
{\displaystyle t={\frac {1}{H_{0}-1}}\int \limits _{0}^{1}{\frac {dx}{x{\sqrt {\Omega _{\Lambda }+\Omega _{k}x^{-2}+\Omega _{d}x^{-3}+\Omega _{l}x^{-4}}}}},x={\frac {a}{a_{0}}}}
Наблюдательные подтверждения сводятся к подтверждению самой модели расширения с одной стороны и предсказываемой ею моменты начала различных эпох, а с другой, чтоб возраст самых старых объектов не превышал получающийся из модели расширения возраст всей Вселенной.

#### Данные наблюдений
Не существует прямых измерений возраста Вселенной, все они измеряются косвенно. Все методы можно разделить на две категории:
1. Определение возраста на основе моделей эволюции у самых старых объектов: старых шаровых скоплений и белых карликов.
В первом случае метод основан на факте, что звезды в шаровом скоплении все одного возраста, опираясь на теорию звёздной эволюции, строятся изохроны на диаграмме «цвет — звёздная величина», то есть кривые равного возраста для звёзд различной массы. Сопоставляя их с наблюдаемым распределением звёзд в скоплении, можно определить его возраст.
Метод имеет ряд своих трудностей. Пытаясь их решить, разные команды, в разное время получали разные возраста для самых старых скоплений, от ~8 млрд лет[13], до ~ 25 млрд лет[14].
Белые карлики имеют приблизительно одинаковую массу звёзд-предшественниц, а значит — и приблизительно одинаковую зависимость температуры от времени. Определив по спектру белого карлика его абсолютную звёздную величину на данный момент и зная зависимость время—светимость при остывании, можно определить возраст карлика[15]
Однако данный подход связан как с большими техническими трудностями, — белые карлики крайне слабые объекты, — необходимо крайне чувствительные инструменты, чтоб их наблюдать. Первым и пока единственным телескопом, на котором возможно решение данной задачи является космический телескоп им. Хаббла. Возраст самого старого скопления по данным группы, работавшей с ним: {\displaystyle 12,7\pm 0,7} млрд лет[15], однако, результат оспаривается. Оппоненты указывают, что не были учтены дополнительные источники ошибок, их оценка {\displaystyle 12,4_{-1,5}^{+1,8}} млрд лет[16].
2. Ядерный метод. В его основе лежит тот факт, что разные изотопы имеют разный период полураспада. Определяя текущие концентрации различных изотопов у первичного вещества можно определить возраст элементов в неё входящих.
Так у звезды CS31082-001, принадлежащей звёздному населению типа II, были обнаружены линии и измерены концентрации тория и урана в атмосфере. Эти два элемента имеют различный период полураспада, поэтому со временем их соотношение меняется, и если как-то оценить первоначальное соотношение обильностей, то можно определить возраст звезды. Оценить можно двояким способом: из теории r-процессов, подтверждённой как лабораторными измерениями, так и наблюдениями Солнца; или можно пересечь кривую изменения концентраций за счёт распада и кривую изменения содержания тория и урана в атмосферах молодых звёзд за счёт химической эволюции Галактики. Оба метода дали схожие результаты: 15,5±3,2[17] млрд лет получены первым способом, {\displaystyle 14{,}5_{+2{,}2}^{-2{,}8}}[18] млрд лет — вторым.

### Виды расстояний.

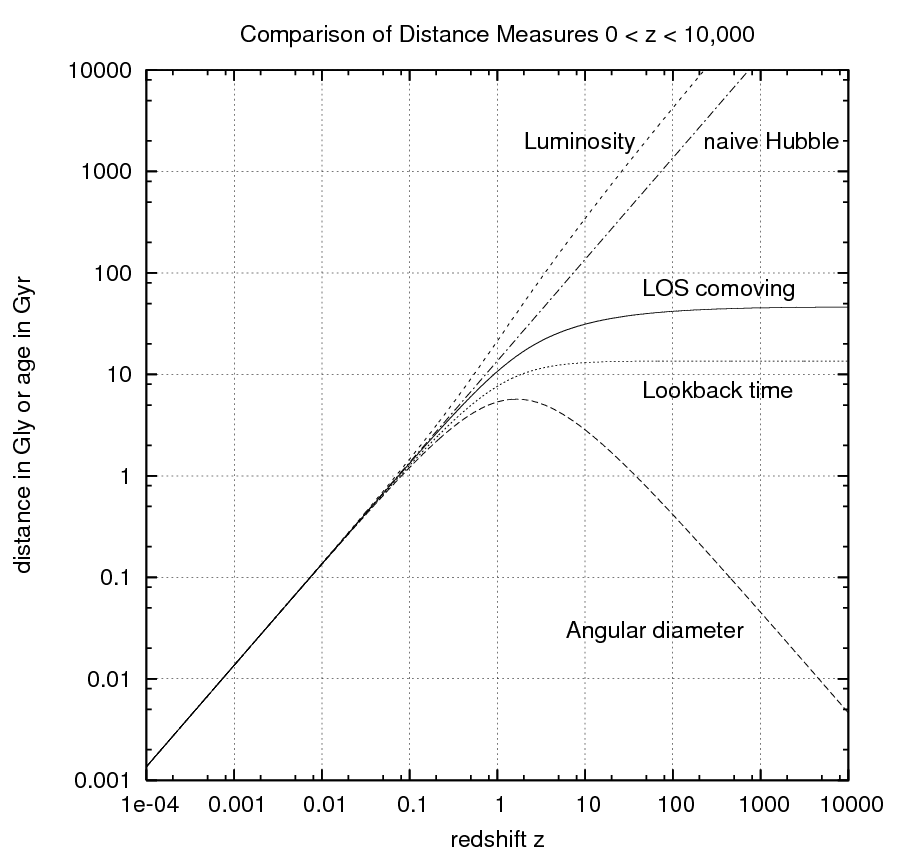
Сравнение кривых для различных видов расстояний

#### Теоретическое описание
В космологии на больших расстояниях непосредственно измеряемых величин всего три — звёздная величина, характеризующая блеск, угловой размер и красное смещение. Поэтому, для сравнения с наблюдениями вводятся две зависимости:
- Угловой размер от красного смещения, называемого угловым расстоянием:

По определению:
{\displaystyle d_{a}={\frac {D}{\delta \theta }}}
D - собственный размер объекта перпендикулярно к лучу зрения, Δθ - видимый угловой размер.
Рассмотрим метрику в сферических координатах:
{\displaystyle ds^{2}=dt^{2}-a^{2}(t_{1})\left({\frac {dr^{2}}{1-kr^{2}}}+r^{2}d\Omega ^{2}\right)}
Размер объекта много меньше расстояния до него, поэтому:
{\displaystyle ds^{2}=-a^{2}(t_{1})r^{2}d\Omega ^{2}}.
Вследствие малости углового размера dΩ можно принять равным Δθ. Перейдя в метрику текущего момента времени получим конечное выражение
{\displaystyle d_{a}={\frac {a(t_{0})\chi }{1+z}}}
- Блеск от красного смещения — называемого фотометрическим расстоянием:

По определению:
{\displaystyle d_{l}={\sqrt {\frac {L}{4\pi F}}}}
Поток излучения от некоторого источника уменьшается из-за геометрического фактора ({\displaystyle 4\pi (a(t)\chi )^{2}}), вторым фактором является уменьшение длины фотона в {\displaystyle (1+z)} раз и третий фактор - уменьшения частоты прихода отдельных фотонов из-за растяжения времени, также в {\displaystyle (1+z)} раз. В итоге получаем для интегрального потока:
{\displaystyle F={\frac {L}{4\pi (a(t)\chi )^{2}(1+z)^{2}}}}
После чего путём простых преобразований получаем исходный вид
{\displaystyle d_{l}=(1+z)^{2}d_{a}}
Также в научно-популярной литературе можно встретить ещё три вида расстояний: расстояние между объектами на текущей момент, расстояние между объектами на момент испускания принятого нами света и расстояние, которое прошёл свет.

#### Данные наблюдений
Для измерения фотометрического расстояния необходим источник известной светимости, так называемая стандартная свеча. Для космологических масштабов в качестве таковой берутся сверхновые типа Ia. Они возникают как следствие термоядерного взрыва белого карлика приблизившегося к пределу Чандрасекара.

### Сфера Хаббла. Горизонт частиц. Горизонт событий
Также преимущественно в научно-популярной литературе используется термин «сфера Хаббла» — это сфера, чей радиус равен расстоянию, при котором скорость убегания равна скорости света.